# Idhomene Kosturi
Idhomene Kosturi (nevének ejtése iðɔmɛnɛ kɔstuɾi; Korça, 1873 – Durrës, 1943. november 5.) albán politikus, 1921-ben két hétig az ország ügyvezető kormányfője.

## Életútja
Civil foglalkozását tekintve durrësi kereskedő volt, aki az első világháború után tűnt fel az albán politikai életben. 1920 januárjában részt vett az ország közjogi helyzetét rendező lushnjai kongresszuson mint szülővárosa küldötte.  Az 1920. március 27-én alakult Sylejman Delvina-kormány posta- és táviratügyi minisztere lett. Hamarosan szembekerült minisztertársával, az országot megosztó Amet Zoguval, s az antizogista ellenzékhez csatlakozott. Zogu a hatalom megszerzése érdekében 1921-ben kormányellenes viszályt szított az országban, amelybe belebukott Pandeli Evangjeli kabinetje és Hasan Prishtina kormánya is. 1921. december 12-én a Legfelsőbb Tanács Kosturit bízta meg egy ideiglenes ügyvezető kormány vezetésével a januárban esedékes nemzetgyűlésig. Az országban uralkodó zűrzavar következtében és a Tiranába fegyveresei élén bevonuló Zogu nyomására azonban már december 22-én lemondani kényszerült miniszterelnöki tisztéről.
1923-ig még részt vett a politikai életben, mint az antizogista Fan Noli támogatója, ezt követően azonban hosszú időre visszavonult a közélettől. Albánia német megszállását követően ismét aktivizálta magát, s 1943. október 26-án a nemzetgyűlés elnökévé választották. E tisztségében azonban csak egyetlen parlamenti ülésnap levezetésére nyílt módja, mert néhány nap elteltével egy kommunista partizán agyonlőtte.